# 伊達風人
伊達 風人（だて かざと、1977年5月4日 - 2011年2月12日）は、日本の詩人である。学位は学士（文学）（学習院大学）。本名は野川 洋二（のがわ ようじ）。

## 来歴
山形県山形市出身。高校は山形県立山形東高等学校、大学は学習院大学文学部日本文学科に進んだ。大学入学と同時に詩の世界に魅了せられ、以降、東京の広告会社に勤務しながらインターネットなどを通じて詩作を始めた。
2003年3月10日に「伊達風人ホームページ」を立ち上げ、詩や評論、エッセー等を掲載し始める。2003年からはWEB同人詩誌「めろめろ」に投稿。（2004年5月17日の同誌に初出の『数詞』が「いん・あうと」誌（04年各月号）にて、MONKから2003年のベストとして寸評を得る。2005年からはweb同人詩誌「ぽえ。」に投稿開始。選者の野村喜和夫より度々の入選、佳作の評価を得た。
2005年6月16日、「ぽえ。」の閲覧を通じて、自身のホームページ上にて、広田修との交流が始まる。2007年8月25日、広田と共同で、同人詩誌「kader0d」（カデロート）VOL.1を発行。2008年5月10日には「kader0d」VOL.2を発行した。2008年6月、詩『水錘』が谷内修三の目に留まり、谷口のホームページ「谷内修三の読書日記」に記載され、高い評価を受けたものの、これ以降は何故か詩作が中断される。
2011年2月12日夕刻、板橋区中台の自宅アパートに歩いて帰る途中に路上で突然倒れる。救急車で病院に搬送されたものの心肺停止状態で間に合わず、33歳9ヶ月で死去。
2012年2月、思潮社より遺稿詩集『風の詩音』が発行された。また、同年12月の『現代詩手帖』では、2012年を代表する詩を特集し「2012年代表詩選」と題して掲載したが、その中に伊達の作品も一篇採録されている。

## 主な作品
- 『契約』（2005年4月）入選。
- 『過去の食事』（2005年5月）佳作。
- 『零のカルデラ』（2005年6月）入選。
- 『耳たぶのやわらかさで』（2005年8月）入選。
- 『浮遊する（ひだ）のために』（2005年2月）入選。
- 『孤立するセンテンス』（2008年12月）佳作。

## 著書
- 伊達風人著『風の詩音』思潮社、2012年。ISBN 9784783732839